# 김수형 (야구 선수)
김수형(金受亨, 1985년 3월 27일 ~ )은 KBO 리그 LG 트윈스의 투수였다.
2010년 가을 LG 방출 후, 2011년 2월 일본프로야구 홋카이도 닛폰햄 파이터스의 입단 테스트를 받았다가 불합격했다.

## 출신학교
- 연천초등학교
- 개성중학교
- 부산고등학교
- 고려대학교